# Ringo Starr and His All-Starr Band...
Ringo Starr and His All-Starr Band... è il dodicesimo album solista di Ringo Starr (il primo live), uscito l'8 ottobre 1990 su etichetta Rykodisc.
L'album documenta il ritorno delle scene di Ringo, avvenuto nel 1989 con il primo tour della All-Starr Band. Si tratta di una band, in continuo cambiamento, comprendente numerose star della musica pop e rock. La prima formazione della All-Starr Band comprendeva Billy Preston, Nils Lofgren, Joe Walsh, Rick Danko, Levon Helm, Dr John, Clarence Clemons e Jim Keltner.
Il tour ebbe uno straordinario successo e rilanciò Ringo, che si sentì così pronto al ritorno con un nuovo album in studio.
La formula "All-Starr" piacque a Ringo, che continua a utilizzarla ancora oggi per i suoi tour.
Ringo Starr and His All-Starr Band... è stato registrato tra il 3 e il 4 settembre 1989 al Greek Theatre di Los Angeles.

## Tracce
1. It Don't Come Easy (Ringo Starr) - 3:03
2. The No-No Song (Ringo Starr) - 3:18
3. Iko Iko (Dr John) - 6:05
4. The Weight (Levon helm) - 5:48
5. Shine Silently (Nils Lofgren) - 6:39
6. Honey Don't (Ringo Starr) - 2:30
7. You're Sixteen (Ringo Starr) - 2:57
8. Quarter to three (Clarence Clemons) - 3:50
9. Raining in My Heart (Rick Danko) - 5:14
10. Will it Go Round in Circles (Billy Preston) - 4:02
11. Life in the Fast Lane (Joe Walsh) - 6:13
12. Photograph (Ringo Starr) - 4:20